# Юманайское сельское поселение
Юмана́йское се́льское поселе́ние (чув. Юманай ял тӑрӑхӗ) — упразднённое муниципальное образование в Шумерлинском районе Чувашии Российской Федерации.
Административный центр — село Юманай.
Законом Чувашской Республики от 14.05.2021 № 31 к 24 мая 2021 году упразднено в связи с преобразованием Шумерлинского района в муниципальный округ.

## История
Статус и границы сельского поселения установлены Законом Чувашской Республики от 24 ноября 2004 года № 37 «Об установлении границ муниципальных образований Чувашской Республики и наделении их статусом городского, сельского поселения, муниципального района и городского округа».

## Население
| 2010  | 2012  | 2013  | 2014  | 2015  | 2016  | 2017  |
| ----- | ----- | ----- | ----- | ----- | ----- | ----- |
| 1291  | ↘1265 | ↘1236 | ↘1215 | ↘1152 | ↘1106 | ↘1081 |
| 2018  | 2019  | 2020  | 2021  |       |       |       |
| ↘1030 | ↘994  | ↘991  | ↗993  |       |       |       |

## Состав сельского поселения
| № | Населённый пункт | Тип населённого пункта       | Население |
| - | ---------------- | ---------------------------- | --------- |
| 1 | Вторые Ялдры     | деревня                      | ↗262      |
| 2 | Кадеркино        | деревня                      | ↗212      |
| 3 | Луговая          | деревня                      | ↗184      |
| 4 | Пюкрей           | деревня                      | ↗55       |
| 5 | Тарн-Сирма       | деревня                      | ↗92       |
| 6 | Эшменейкино      | деревня                      | ↗83       |
| 7 | Юманай           | село, административный центр | ↗626      |